# Oggauer Schoppen
Der Oggauer Schoppen ist eine ungefähr 1790 Quadratmeter große unbewohnte Schilfinsel im österreichischen Teil des Neusiedler Sees, die am Südkap in der Bucht von Oggau am Neusiedler See liegt. Der Oggauer Schoppen ist nur durch eine schmale Durchfahrt vom Schilfgürtel getrennt. Von Süden und Norden her ist die Insel deutlich zu erkennen, von Osten hingegen kaum vor dem Schilfgürtel auszumachen.
2015 kam ein Katamaran in Seenot, die Insassen wurden schwimmend zwischen der Ruster Bucht und dem Oggauer Schoppen gerettet.